# Pat LaBarbera
Pascel Emmanuel 'Pat' LaBarbera (Mount Morris (New York), 7 april 1944) is een Canadese jazzmuzikant (saxofoon, fluit, klarinet) en opvoeder, meest bekend vanwege zijn werk als solist in Buddy Rich-bands van 1967 tot 1973.

## Biografie
Hij verhuisde in 1974 naar Toronto, Ontario en is lid van de faculteit van het Humber College. La Barbera begon te werken met Elvin Jones in 1975 en toerde met hem door Europa in 1979. Terwijl hij met Buddy Rich werkte, werkte Pat ook in bands onder leiding van Woody Herman en Louie Bellson. Pat heeft ook gespeeld met Carlos Santana. LaBarbera heeft een grote rol gespeeld in de ontwikkeling van een generatie Canadese saxofonisten. In 2000 won hij een Juno Award voor «Best Traditional Instrumental Jazz Album» voor Deep in a Dream. Pat is de broer van medemuzikanten John LaBarbera (trompet) en Joe LaBarbera (drums).

## Discografie

### Als a leader
- 1975: Pass It On (PM Records)
- 1978: The Wizard
- 1979: The Meeting
- 1981: Necessary Evil
- 1987: Virgo Dance
- 2001: From the Heart
- 2002: Deep In A Dream
- 2005: Crossing the Line
- 2016: Silent Voices
- 2018: Trane of Thought (met [[Kirk MacDonald)

### Als sideman
Met Buddy Rich
- 1967: The New One
- 1968: Mercy, Mercy
- 1969: Buddy and Soul
- 1970: Keep the Customer Satisfied
- 1971: A Different Drummer
- 1972: Stick It
- 1972: Rich in London
- 1973: Roar of '74

Met Elvin Jones
- 1976: The Main Force]] (Vanguard)
- 1978: Remembrance (MPS)
- 1978: Elvin Jones Music Machine (Mark Levison)
- 1978: Live in Japan 1978: Dear John C. (Trio (Japan))
- 1978: Elvin Jones Jazz Machine Live in Japan Vol. 2 (Trio (Japan))
- 1982: Brother John (Palo Alto Records)
- 1984: Live at the Village Vanguard Volume One (Landmark)
- 1985: Elvin Jones Jazz Machine Live at Pit Inn (Polydor (Japan))

Met anderen
- 1989: Dave McMurdo Jazz Orchestra (Canada)
- 2000: Denny Christianson en Jan Jarczyk, Goin' Places (Canada)
- 2003: John LaBarbera Big Band, On the Wild Side (2004 Grammy-genomineerd)
- 2005: John LaBarbera Big Band, Phantasm

- Biblioteca Nacional de España: XX1642364
- Bibliothèque nationale de France: cb13896221s (data)
- International Standard Name Identifier: 0000 0000 7364 5097
- Library of Congress Control Number: n84132574
- MusicBrainz: 6056b6db-aa0a-496a-9bb3-92d3ffee18bf
- Nationale Bibliotheek van Polen: a0000002553189
- Système universitaire de documentation: 175345767
- Virtual International Authority File: 19865859
- WorldCat: E39PBJmxWMpX3JPd89Bjk3T4MP